# Concili de Narbona del 875
El concili de Narbona del 875 fou una reunió de bisbes de la província de Septimània.
Només és conegut perquè el papa Joan VIII va escriure una carta a l'arquebisbe Sigebud de Narbona de la qual es desconeix la data en què explicava que un clergue de Narbona havia provocat un tumult i fou agafat per un dels que eren al lloc, el va aixecar a l'aire i el va tirar amb tanta força contra el seu propi germà que aquest fou esclafat; els bisbes de la província s'havien limitat a suspendre al sacerdot i van remetre el judici definitiu a Joan VIII. El papa es va excusar de jutjar allò que no havia estat prou instruït i va encarregar Sisebud d'examinar-ho amb el bisbe diocesà i sis altres de la rodalia en un concili provincial és a dir un sínode. Es coneix una altra carta de Joan VIII a Aganulf, bisbe del Gavaldà, i se sospita que n'hi ha una tercera a Ramon, bisbe de Tolosa en la qual confirma els privilegis d'aquesta església i dels monestirs de Sant Sadurní i de Santa Maria de la Daurada.
El resultat del concili és desconegut.